# Санвитале, Луиджи
Луиджи Санвитале (итал. Luigi Sanvitale; 9 ноября 1799, Парма — 3 января 1876, Фонтанеллато) — итальянский аристократ и политический деятель.

## Биография
Был сыном графа Стефано Санвитале и его супруги Луиджии Гонзага, дочери Джованни Гонзага, маркиза Луццара.
Получил образование под руководством Винченцо Мистрали, затем продолжил образование в колледже Монцы, а в 1815 году поступил в колледж Толомеи, который закончил в 1818 году. Вернувшись в Парму, он отправился путешествовать по Европе, посетив также итальянские города Венецию, Милан и Триест.
В 1839 году Луиджи Санвитале возглавил Благочестивый союз Сан-Бернардо, ставший при его участии Обществом взаимопомощи. Как и его отец, он занимался благотворительностью, основав детские сады для детей из малообеспеченных семей. Помимо этого, Луиджи был активен в политической жизни, был избранным мэром Пармы (1860) и входил в Сенат Сардинского королевства и Королевства Италия (1860—1876).
Скончался 3 января 1876 в Фонтанеллато в возрасте 76 лет.

## Семья
26 октября 1833 года в возрасте 34 лет женился на 16-летней Альбертине ди Монтенуово, дочери австрийской принцессы Марии-Луизы Австрийской от её фаворита Адама Альберта фон Нейпперга. У супругов было четверо детей:
- Альберто Санвитале (1834—1907), граф ди Фонтанеллато;
- Мария Санвитале (род. и ум. 1836);
- Стефано Санвитале (1838—1914), граф ди Фонтанеллато;
- Луиза Санвитале (род. и ум. 1840).